# مالکولم مک‌آرتور
مالکولم مک‌آرتور (انگلیسی: Malcolm McArthur; ۳۰ ژوئیهٔ ۱۸۸۲– ۶ ژوئیهٔ ۱۹۶۱) بازیکن راگبی ۱۵ نفره اهل استرالیا بود.
وی در مسابقات کشوری و بین‌المللی در مجموع برندهٔ ۱ مدال طلا شده‌است.

## اوایل زندگی
مالکولم مک‌آرتور در ۳۰ ژوئیه ۱۸۸۲ به دنیا آمد. اطلاعات دقیقی از دوران کودکی و تحصیلات اولیه او در دسترس نیست، اما مانند بسیاری از ورزشکاران آن دوران، احتمالاً در سطح ایالتی و برای یک تیم باشگاهی معتبر بازی می‌کرده که توجه منتخبان تیم ملی را به خود جلب کرده است.

## دوران حرفه‌ای
مک‌آرتور در موقعیت [**در اینجا پست دقیق او ذکر شود، مثلاً: "ستون دوم (lock)" یا "پشت‌پا (fullback)"**] بازی می‌کرد. او در دوران اوج خود به عنوان بازیکنی [**ویژگی‌های بازی او، مثلاً: قوی، سریع و باهوش**] شناخته می‌شد.
او موفق شد در طول دوران بازی خود، در [**تعداد بازیهای ملی او**] مسابقه بین‌المللی برای تیم ملی راگبی اتحادیه استرالیا، معروف به «والابی‌ها» (The Wallabies)، به میدان برود. از مهم‌ترین رویدادهای دوران ورزشی او می‌توان به [**نام تورنمنت یا تور مهم، مثلاً: شرکت در تور بریتانیا و فرانسه در سال ۱۹۰۸ (اگر در آن تور بوده)**] اشاره کرد.

## زندگی شخصی و مرگ
اطلاعات چندانی از زندگی شخصی مالکولم مک‌آرتور خارج از زمین راگبی در دسترس نیست. پس از بازنشستگی از ورزش حرفه‌ای، وی به [**شغل او پس از بازنشستگی، اگر مشخص باشد، مثلاً: کسب و کار شخصی یا farming**] مشغول شد.
مالکولم مک‌آرتور نهایتاً در ۶ ژوئیه ۱۹۶۱ در سن ۷۸ سالگی درگذشت.

## میراث
نام مالکولم مک‌آرتور به عنوان یکی از پیشگامان راگبی استرالیا در اوایل قرن بیستم در تاریخ این ورزش ثبت شده است. او بخشی از نسل طلایی بازیکنانی بود که به بنیان‌گذاری سنت غنی راگبی در استرالیا کمک کردند.